# كرونا بروكسل 2024
كرونا بروكسل 2024 (بالفرنسية: Kuurne-Bruxelles-Kuurne 2024)‏ هو سباق دراجات هوائية من فئة  1.1، وهو الموسم السادس والسبعين من كرونا بروكسل، وأقيم في 25 فبراير 2024 ضمن سباقات سلسلة سباقات الاتحاد الدولي للدراجات للمحترفين 2024.
فاز بالمركز الأول فاوت فان آرت، وفاز بالمركز الثاني تيم فيلانز، وفاز بالمركز الثالث Oier Lazkano ‏.

## الفرق
| فرق عالمية (17)- Alpecin-Deceuninck - Arkéa-B&B Hotels - Astana Qazaqstan Team - Bahrain Victorious - Bora-Hansgrohe - Cofidis - Decathlon-AG2R La Mondiale - Groupama-FDJ - Ineos Grenadiers - Intermarché-Wanty - Lidl-Trek - Movistar Team - Soudal Quick-Step - Team dsm-firmenich PostNL - Team Jayco AlUla - Team Visma \| Lease a Bike - UAE Team Emirates فرق برو (8)- بنجوال باوليز ساوكس دبليو بي ‏ - Israel-Premier Tech - Lotto Dstny - Q36.5 Pro Cycling Team ‏ - سبورت فلاندرين بالويس ‏ - TotalEnergies - سويس ريسينغ أكادمي 2024 ‏ - أونو-إكس موبيليتي ‏ |  |
| |  |

## المشاركون
| Team Visma \| Lease a Bike TVL | Team Visma \| Lease a Bike TVL | Team Visma \| Lease a Bike TVL |
| ------------------------------ | ------------------------------ | ------------------------------ |
| م                              | عداء                           | مرتبة                          |
| 1                              | تيسج بنوت                      | لم يكمل السباق                 |
| 2                              | فاوت فان آرت                   | 1                              |
| 3                              | ديلان فان بارلي (طريق)         | 47                             |
| 4                              | Matteo Jorgenson ‏              | 66                             |
| 5                              | كريستوف لابورت (طريق)          | 4                              |
| 6                              | جان تراتنيك                    | 112                            |
| 7                              | بير ستراند هاجينز              | 64                             |

| Soudal Quick-Step SOQ | Soudal Quick-Step SOQ | Soudal Quick-Step SOQ |
| --------------------- | --------------------- | --------------------- |
| م                     | عداء                  | مرتبة                 |
| 11                    | جوليان ألافيليب       | 111                   |
| 12                    | كاسبر أصغرين          | 88                    |
| 13                    | جوزيف سيرني           | لم يكمل السباق        |
| 14                    | يفيس لامارت           | 27                    |
| 15                    | Luke Lamperti ‏        | 7                     |
| 16                    | كاسبر بيدرسين         | 58                    |
| 17                    | Martin Svrček ‏        | لم يكمل السباق        |

| Lidl-Trek LTK | Lidl-Trek LTK         | Lidl-Trek LTK  |
| ------------- | --------------------- | -------------- |
| م             | عداء                  | مرتبة          |
| 21            | جاسبر ستوفين          | 10             |
| 22            | Daan Hoole ‏           | لم يكمل السباق |
| 23            | اليكس كيرش (طريق)     | 15             |
| 24            | توم سكوجين            | 17             |
| 25            | جوناثان ميلان         | لم يبدأ        |
| 26            | إدوارد ثيونس          | لم يكمل السباق |
| 27            | Mathias Vacek ‏ (طريق) | 110            |

| Bora-Hansgrohe BOH | Bora-Hansgrohe BOH | Bora-Hansgrohe BOH |
| ------------------ | ------------------ | ------------------ |
| م                  | عداء               | مرتبة              |
| 31                 | بوب جونهيلس        | 98                 |
| 32                 | ماركو هالر         | 72                 |
| 33                 | Emil Herzog ‏       | لم يكمل السباق     |
| 34                 | يوناس كوخ          | 71                 |
| 35                 | Luis-Joe Lührs ‏    | لم يكمل السباق     |
| 36                 | Jordi Meeus ‏       | 12                 |
| 37                 | تشيزاري بينديتي    | 82                 |

| Arkéa-B&B Hotels ARK | Arkéa-B&B Hotels ARK | Arkéa-B&B Hotels ARK |
| -------------------- | -------------------- | -------------------- |
| م                    | عداء                 | مرتبة                |
| 41                   | ارنو ديمار           | 44                   |
| 42                   | Luca Mozzato ‏        | 84                   |
| 43                   | Mathis Le Berre ‏     | 114                  |
| 44                   | Donavan Grondin ‏     | 83                   |
| 45                   | Łukasz Owsian ‏       | 50                   |
| 46                   | ألان ريو ‏            | لم يكمل السباق       |
| 47                   | مايلز سكوتسون        | 56                   |

| Decathlon-AG2R La Mondiale DAT | Decathlon-AG2R La Mondiale DAT | Decathlon-AG2R La Mondiale DAT |
| ------------------------------ | ------------------------------ | ------------------------------ |
| م                              | عداء                           | مرتبة                          |
| 51                             | إيدفالد بواسون هاغن            | 74                             |
| 52                             | يجف دي بوندت                   | لم يكمل السباق                 |
| 53                             | Sander De Pestel ‏              | 49                             |
| 54                             | Pierre Gautherat ‏              | لم يكمل السباق                 |
| 55                             | أوليفر ناسن                    | 16                             |
| 56                             | Rasmus Søjberg Pedersen ‏       | لم يكمل السباق                 |
| 57                             | دامين توزي                     | 20                             |

| Bahrain Victorious TBV | Bahrain Victorious TBV | Bahrain Victorious TBV |
| ---------------------- | ---------------------- | ---------------------- |
| م                      | عداء                   | مرتبة                  |
| 61                     | ماتج موهوريك           | 79                     |
| 62                     | Kamil Gradek ‏          | لم يكمل السباق         |
| 63                     | Fran Miholjević ‏       | لم يكمل السباق         |
| 64                     | Matevž Govekar ‏        | 78                     |
| 65                     | أندريا باسكولون        | 46                     |
| 66                     | فرد رايت (طريق)        | 21                     |
| 67                     | Alberto Bruttomesso ‏   | لم يكمل السباق         |

| Intermarché-Wanty IWA | Intermarché-Wanty IWA | Intermarché-Wanty IWA |
| --------------------- | --------------------- | --------------------- |
| م                     | عداء                  | مرتبة                 |
| 71                    | Vito Braet ‏           | 60                    |
| 72                    | بينيام جيرماي         | 122                   |
| 73                    | Madis Mihkels         | 14                    |
| 74                    | هوغو بيج ‏             | لم يكمل السباق        |
| 75                    | أدريان بيتي           | 22                    |
| 76                    | مايك تيونسين          | 13                    |
| 77                    | Gerben Thijssen ‏      | 65                    |

| Alpecin-Deceuninck ADC | Alpecin-Deceuninck ADC           | Alpecin-Deceuninck ADC |
| ---------------------- | -------------------------------- | ---------------------- |
| م                      | عداء                             | مرتبة                  |
| 81                     | جاسبر فيليبسين                   | 92                     |
| 82                     | Robbe Ghys ‏                      | 102                    |
| 83                     | سورين كراغ أندرسن                | 94                     |
| 84                     | Timo Kielich ‏                    | 116                    |
| 85                     | Senne Leysen ‏                    | لم يكمل السباق         |
| 86                     | Juri Hollmann ‏                   | 95                     |
| 87                     | إدوارد بلانكايرتإدوارد بلانكايرت | 117                    |

| Groupama-FDJ GFC | Groupama-FDJ GFC         | Groupama-FDJ GFC |
| ---------------- | ------------------------ | ---------------- |
| م                | عداء                     | مرتبة            |
| 91               | Lewis Askey ‏             | لم يكمل السباق   |
| 92               | Sven Erik Bystrøm ‏       | لم يكمل السباق   |
| 93               | أوليفييه لو جاك          | 77               |
| 94               | Fabian Lienhard ‏         | 40               |
| 95               | Laurence Pithie ‏         | 43               |
| 96               | كليمنت روسو              | 76               |
| 97               | Samuel Watson (cyclist) ‏ | 91               |

| UAE Team Emirates UAD | UAE Team Emirates UAD | UAE Team Emirates UAD |
| --------------------- | --------------------- | --------------------- |
| م                     | عداء                  | مرتبة                 |
| 101                   | تيم فيلانز            | 2                     |
| 102                   | António Morgado ‏      | 48                    |
| 103                   | ألفارو هودج           | لم يكمل السباق        |
| 104                   | Gibbe Staes‏           | لم يكمل السباق        |
| 105                   | Nils Politt ‏          | 26                    |
| 106                   | مايكل فينك ‏           | 52                    |
| 107                   | فيليبو بارونسيني      | 31                    |

| Astana Qazaqstan Team AST | Astana Qazaqstan Team AST | Astana Qazaqstan Team AST |
| ------------------------- | ------------------------- | ------------------------- |
| م                         | عداء                      | مرتبة                     |
| 111                       | سيس بول                   | لم يكمل السباق            |
| 112                       | Yevgeniy Fedorov ‏         | 39                        |
| 113                       | Samuele Battistella ‏      | لم يكمل السباق            |
| 114                       | ماكس كانتر                | 23                        |
| 115                       | Ide Schelling ‏            | 109                       |
| 116                       | روديجر سليج               | لم يكمل السباق            |
| 117                       | Max Walker (cyclist) ‏     | 81                        |

| Team dsm-firmenich PostNL DFP | Team dsm-firmenich PostNL DFP | Team dsm-firmenich PostNL DFP |
| ----------------------------- | ----------------------------- | ----------------------------- |
| م                             | عداء                          | مرتبة                         |
| 121                           | جون ديجينكولب                 | 62                            |
| 122                           | Pavel Bittner ‏                | 103                           |
| 123                           | Nils Eekhoff ‏                 | 5                             |
| 124                           | شون فلين ‏                     | لم يكمل السباق                |
| 125                           | Frank van den Broek ‏          | 55                            |
| 126                           | Niklas Märkl ‏                 | 104                           |
| 127                           | Bram Welten ‏                  | لم يكمل السباق                |

| Ineos Grenadiers IGD | Ineos Grenadiers IGD | Ineos Grenadiers IGD |
| -------------------- | -------------------- | -------------------- |
| م                    | عداء                 | مرتبة                |
| 131                  | كونور سويفت          | 63                   |
| 132                  | Leo Hayter ‏          | لم يكمل السباق       |
| 133                  | سالفاتوري بوتشيو     | 86                   |
| 134                  | لوقا رو              | 89                   |
| 136                  | بن تورنر             | 19                   |
| 137                  | Cameron Wurf ‏        | لم يكمل السباق       |

| Lotto Dstny LTD | Lotto Dstny LTD   | Lotto Dstny LTD |
| --------------- | ----------------- | --------------- |
| م               | عداء              | مرتبة           |
| 141             | Cédric Beullens ‏  | 54              |
| 142             | جاسبر دي بويست    | 24              |
| 143             | Arjen Livyns ‏     | 93              |
| 144             | Alec Segaert ‏     | 53              |
| 145             | Lionel Taminiaux ‏ | 8               |
| 146             | برنت فان موير     | 73              |
| 147             | فكتور كامبنارتس   | 101             |

| Cofidis COF | Cofidis COF           | Cofidis COF    |
| ----------- | --------------------- | -------------- |
| م           | عداء                  | مرتبة          |
| 151         | Axel Zingle ‏          | 121            |
| 152         | بيت اليجارت           | لم يكمل السباق |
| 153         | Nicolas Debeaumarché ‏ | 97             |
| 154         | ايمي دي جندت          | 51             |
| 155         | ألكسيس غوجيراد        | لم يكمل السباق |
| 156         | Alexis Renard ‏        | لم يكمل السباق |
| 157         | Nolann Mahoudo ‏       | لم يكمل السباق |

| TotalEnergies TEN | TotalEnergies TEN  | TotalEnergies TEN |
| ----------------- | ------------------ | ----------------- |
| م                 | عداء               | مرتبة             |
| 161               | Lucas Boniface ‏    | 115               |
| 162               | توماس بونيت        | لم يكمل السباق    |
| 163               | Thomas Gachignard ‏ | 96                |
| 164               | Emilien Jeannière ‏ | 6                 |
| 165               | Jason Tesson ‏      | لم يكمل السباق    |
| 166               | أنتوني تورجيس      | 32                |
| 167               | دريس فان جيستل     | 18                |

| Team Jayco AlUla JAY | Team Jayco AlUla JAY | Team Jayco AlUla JAY |
| -------------------- | -------------------- | -------------------- |
| م                    | عداء                 | مرتبة                |
| 171                  | Luke Durbridge ‏      | 69                   |
| 172                  | اموند جروندل يانسن   | 100                  |
| 173                  | كريستوفر جول جينسين  | 99                   |
| 174                  | Blake Quick ‏         | لم يكمل السباق       |
| 175                  | كامبل ستيوارت        | 67                   |
| 176                  | ماكس والشيد          | 38                   |
| 177                  | لوسون كرادوك         | لم يكمل السباق       |

| Movistar Team MOV | Movistar Team MOV    | Movistar Team MOV |
| ----------------- | -------------------- | ----------------- |
| م                 | عداء                 | مرتبة             |
| 181               | إيفان غارسيا         | 11                |
| 182               | جون جاكوبس           | 33                |
| 183               | Oier Lazkano ‏ (طريق) | 3                 |
| 184               | Manlio Moro ‏         | لم يكمل السباق    |
| 185               | Mathias Norsgaard ‏   | 45                |
| 186               | غونزالو سيرانو       | 41                |
| 187               | ألبرت توريس          | لم يكمل السباق    |

| سبورت فلاندرين بالويس ‏ TFB | سبورت فلاندرين بالويس ‏ TFB | سبورت فلاندرين بالويس ‏ TFB |
| -------------------------- | -------------------------- | -------------------------- |
| م                          | عداء                       | مرتبة                      |
| 191                        | Kamiel Bonneu ‏             | لم يكمل السباق             |
| 192                        | Lars Craps ‏                | 80                         |
| 193                        | أليكس كولمان ‏              | لم يكمل السباق             |
| 195                        | Elias Maris ‏               | 113                        |
| 195                        | Jules Hesters ‏             | 68                         |
| 196                        | Dylan Vandenstorme ‏        | لم يكمل السباق             |
| 197                        | Victor Vercouillie ‏        | لم يكمل السباق             |

| Israel-Premier Tech IPT | Israel-Premier Tech IPT | Israel-Premier Tech IPT |
| ----------------------- | ----------------------- | ----------------------- |
| م                       | عداء                    | مرتبة                   |
| 201                     | ديلان تيونز             | 59                      |
| 202                     | Pier-André Côté ‏        | 25                      |
| 203                     | هوغو هوفستيتر           | 29                      |
| 204                     | كريستس نيولاندز         | 75                      |
| 205                     | Riley Pickrell ‏         | لم يكمل السباق          |
| 206                     | Riley Sheehan ‏          | 37                      |
| 207                     | Ethan Vernon ‏           | لم يكمل السباق          |

| أونو-إكس موبيليتي ‏ UXM | أونو-إكس موبيليتي ‏ UXM | أونو-إكس موبيليتي ‏ UXM |
| ---------------------- | ---------------------- | ---------------------- |
| م                      | عداء                   | مرتبة                  |
| 211                    | ألكسندر كريستوف        | 118                    |
| 212                    | جوناس إبراهمسين ‏       | 120                    |
| 213                    | Erik Resell ‏           | 119                    |
| 214                    | William Blume Levy ‏    | 70                     |
| 215                    | Søren Wærenskjold ‏     | 105                    |
| 216                    | Louis Bendixen ‏        | لم يكمل السباق         |
| 217                    | Stian Fredheim ‏        | لم يكمل السباق         |

| بنجوال باوليز ساوكس دبليو بي ‏ BWB | بنجوال باوليز ساوكس دبليو بي ‏ BWB | بنجوال باوليز ساوكس دبليو بي ‏ BWB |
| --------------------------------- | --------------------------------- | --------------------------------- |
| م                                 | عداء                              | مرتبة                             |
| 221                               | Louis Blouwe ‏                     | لم يكمل السباق                    |
| 222                               | Cériel Desal ‏                     | 35                                |
| 223                               | Davide Persico ‏                   | لم يكمل السباق                    |
| 224                               | Luca Van Boven ‏                   | 57                                |
| 225                               | Kenneth Van Rooy ‏                 | 30                                |
| 226                               | Jelle Vermoote ‏                   | لم يكمل السباق                    |
| 227                               | Jens Reynders ‏                    | 36                                |

| Q36.5 Pro Cycling Team ‏ Q36 | Q36.5 Pro Cycling Team ‏ Q36 | Q36.5 Pro Cycling Team ‏ Q36 |
| --------------------------- | --------------------------- | --------------------------- |
| م                           | عداء                        | مرتبة                       |
| 231                         | Tom Devriendt ‏              | 61                          |
| 232                         | توبياس لودفيجسون            | 42                          |
| 233                         | Nicolò Parisini ‏            | 28                          |
| 234                         | Szymon Sajnok ‏              | 34                          |
| 235                         | Jannik Steimle ‏             | 108                         |
| 236                         | روري تاونسند ‏               | 90                          |
| 237                         | Nickolas Zukowsky ‏ (طريق)   | 107                         |

| سويس ريسينغ أكادمي ‏ TUD | سويس ريسينغ أكادمي ‏ TUD | سويس ريسينغ أكادمي ‏ TUD |
| ----------------------- | ----------------------- | ----------------------- |
| م                       | عداء                    | مرتبة                   |
| 241                     | توم بولي                | لم يكمل السباق          |
| 242                     | Miká Heming ‏            | لم يكمل السباق          |
| 243                     | Robin Froidevaux ‏       | 87                      |
| 244                     | Petr Kelemen ‏           | لم يكمل السباق          |
| 245                     | ألكسندر كرايغر          | 106                     |
| 246                     | Marius Mayrhofer ‏       | 9                       |
| 247                     | ماتيو ترينتين           | 85                      |

| Team Visma \| Lease a Bike TVL | Team Visma \| Lease a Bike TVL | Team Visma \| Lease a Bike TVL |
| ------------------------------ | ------------------------------ | ------------------------------ |
| م                              | عداء                           | مرتبة                          |
| 1                              | تيسج بنوت                      | لم يكمل السباق                 |
| 2                              | فاوت فان آرت                   | 1                              |
| 3                              | ديلان فان بارلي (طريق)         | 47                             |
| 4                              | Matteo Jorgenson ‏              | 66                             |
| 5                              | كريستوف لابورت (طريق)          | 4                              |
| 6                              | جان تراتنيك                    | 112                            |
| 7                              | بير ستراند هاجينز              | 64                             |

| Soudal Quick-Step SOQ | Soudal Quick-Step SOQ | Soudal Quick-Step SOQ |
| --------------------- | --------------------- | --------------------- |
| م                     | عداء                  | مرتبة                 |
| 11                    | جوليان ألافيليب       | 111                   |
| 12                    | كاسبر أصغرين          | 88                    |
| 13                    | جوزيف سيرني           | لم يكمل السباق        |
| 14                    | يفيس لامارت           | 27                    |
| 15                    | Luke Lamperti ‏        | 7                     |
| 16                    | كاسبر بيدرسين         | 58                    |
| 17                    | Martin Svrček ‏        | لم يكمل السباق        |

| Lidl-Trek LTK | Lidl-Trek LTK         | Lidl-Trek LTK  |
| ------------- | --------------------- | -------------- |
| م             | عداء                  | مرتبة          |
| 21            | جاسبر ستوفين          | 10             |
| 22            | Daan Hoole ‏           | لم يكمل السباق |
| 23            | اليكس كيرش (طريق)     | 15             |
| 24            | توم سكوجين            | 17             |
| 25            | جوناثان ميلان         | لم يبدأ        |
| 26            | إدوارد ثيونس          | لم يكمل السباق |
| 27            | Mathias Vacek ‏ (طريق) | 110            |

| Bora-Hansgrohe BOH | Bora-Hansgrohe BOH | Bora-Hansgrohe BOH |
| ------------------ | ------------------ | ------------------ |
| م                  | عداء               | مرتبة              |
| 31                 | بوب جونهيلس        | 98                 |
| 32                 | ماركو هالر         | 72                 |
| 33                 | Emil Herzog ‏       | لم يكمل السباق     |
| 34                 | يوناس كوخ          | 71                 |
| 35                 | Luis-Joe Lührs ‏    | لم يكمل السباق     |
| 36                 | Jordi Meeus ‏       | 12                 |
| 37                 | تشيزاري بينديتي    | 82                 |

| Arkéa-B&B Hotels ARK | Arkéa-B&B Hotels ARK | Arkéa-B&B Hotels ARK |
| -------------------- | -------------------- | -------------------- |
| م                    | عداء                 | مرتبة                |
| 41                   | ارنو ديمار           | 44                   |
| 42                   | Luca Mozzato ‏        | 84                   |
| 43                   | Mathis Le Berre ‏     | 114                  |
| 44                   | Donavan Grondin ‏     | 83                   |
| 45                   | Łukasz Owsian ‏       | 50                   |
| 46                   | ألان ريو ‏            | لم يكمل السباق       |
| 47                   | مايلز سكوتسون        | 56                   |

| Decathlon-AG2R La Mondiale DAT | Decathlon-AG2R La Mondiale DAT | Decathlon-AG2R La Mondiale DAT |
| ------------------------------ | ------------------------------ | ------------------------------ |
| م                              | عداء                           | مرتبة                          |
| 51                             | إيدفالد بواسون هاغن            | 74                             |
| 52                             | يجف دي بوندت                   | لم يكمل السباق                 |
| 53                             | Sander De Pestel ‏              | 49                             |
| 54                             | Pierre Gautherat ‏              | لم يكمل السباق                 |
| 55                             | أوليفر ناسن                    | 16                             |
| 56                             | Rasmus Søjberg Pedersen ‏       | لم يكمل السباق                 |
| 57                             | دامين توزي                     | 20                             |

| Bahrain Victorious TBV | Bahrain Victorious TBV | Bahrain Victorious TBV |
| ---------------------- | ---------------------- | ---------------------- |
| م                      | عداء                   | مرتبة                  |
| 61                     | ماتج موهوريك           | 79                     |
| 62                     | Kamil Gradek ‏          | لم يكمل السباق         |
| 63                     | Fran Miholjević ‏       | لم يكمل السباق         |
| 64                     | Matevž Govekar ‏        | 78                     |
| 65                     | أندريا باسكولون        | 46                     |
| 66                     | فرد رايت (طريق)        | 21                     |
| 67                     | Alberto Bruttomesso ‏   | لم يكمل السباق         |

| Intermarché-Wanty IWA | Intermarché-Wanty IWA | Intermarché-Wanty IWA |
| --------------------- | --------------------- | --------------------- |
| م                     | عداء                  | مرتبة                 |
| 71                    | Vito Braet ‏           | 60                    |
| 72                    | بينيام جيرماي         | 122                   |
| 73                    | Madis Mihkels         | 14                    |
| 74                    | هوغو بيج ‏             | لم يكمل السباق        |
| 75                    | أدريان بيتي           | 22                    |
| 76                    | مايك تيونسين          | 13                    |
| 77                    | Gerben Thijssen ‏      | 65                    |

| Alpecin-Deceuninck ADC | Alpecin-Deceuninck ADC           | Alpecin-Deceuninck ADC |
| ---------------------- | -------------------------------- | ---------------------- |
| م                      | عداء                             | مرتبة                  |
| 81                     | جاسبر فيليبسين                   | 92                     |
| 82                     | Robbe Ghys ‏                      | 102                    |
| 83                     | سورين كراغ أندرسن                | 94                     |
| 84                     | Timo Kielich ‏                    | 116                    |
| 85                     | Senne Leysen ‏                    | لم يكمل السباق         |
| 86                     | Juri Hollmann ‏                   | 95                     |
| 87                     | إدوارد بلانكايرتإدوارد بلانكايرت | 117                    |

| Groupama-FDJ GFC | Groupama-FDJ GFC         | Groupama-FDJ GFC |
| ---------------- | ------------------------ | ---------------- |
| م                | عداء                     | مرتبة            |
| 91               | Lewis Askey ‏             | لم يكمل السباق   |
| 92               | Sven Erik Bystrøm ‏       | لم يكمل السباق   |
| 93               | أوليفييه لو جاك          | 77               |
| 94               | Fabian Lienhard ‏         | 40               |
| 95               | Laurence Pithie ‏         | 43               |
| 96               | كليمنت روسو              | 76               |
| 97               | Samuel Watson (cyclist) ‏ | 91               |

| UAE Team Emirates UAD | UAE Team Emirates UAD | UAE Team Emirates UAD |
| --------------------- | --------------------- | --------------------- |
| م                     | عداء                  | مرتبة                 |
| 101                   | تيم فيلانز            | 2                     |
| 102                   | António Morgado ‏      | 48                    |
| 103                   | ألفارو هودج           | لم يكمل السباق        |
| 104                   | Gibbe Staes‏           | لم يكمل السباق        |
| 105                   | Nils Politt ‏          | 26                    |
| 106                   | مايكل فينك ‏           | 52                    |
| 107                   | فيليبو بارونسيني      | 31                    |

| Astana Qazaqstan Team AST | Astana Qazaqstan Team AST | Astana Qazaqstan Team AST |
| ------------------------- | ------------------------- | ------------------------- |
| م                         | عداء                      | مرتبة                     |
| 111                       | سيس بول                   | لم يكمل السباق            |
| 112                       | Yevgeniy Fedorov ‏         | 39                        |
| 113                       | Samuele Battistella ‏      | لم يكمل السباق            |
| 114                       | ماكس كانتر                | 23                        |
| 115                       | Ide Schelling ‏            | 109                       |
| 116                       | روديجر سليج               | لم يكمل السباق            |
| 117                       | Max Walker (cyclist) ‏     | 81                        |

| Team dsm-firmenich PostNL DFP | Team dsm-firmenich PostNL DFP | Team dsm-firmenich PostNL DFP |
| ----------------------------- | ----------------------------- | ----------------------------- |
| م                             | عداء                          | مرتبة                         |
| 121                           | جون ديجينكولب                 | 62                            |
| 122                           | Pavel Bittner ‏                | 103                           |
| 123                           | Nils Eekhoff ‏                 | 5                             |
| 124                           | شون فلين ‏                     | لم يكمل السباق                |
| 125                           | Frank van den Broek ‏          | 55                            |
| 126                           | Niklas Märkl ‏                 | 104                           |
| 127                           | Bram Welten ‏                  | لم يكمل السباق                |

| Ineos Grenadiers IGD | Ineos Grenadiers IGD | Ineos Grenadiers IGD |
| -------------------- | -------------------- | -------------------- |
| م                    | عداء                 | مرتبة                |
| 131                  | كونور سويفت          | 63                   |
| 132                  | Leo Hayter ‏          | لم يكمل السباق       |
| 133                  | سالفاتوري بوتشيو     | 86                   |
| 134                  | لوقا رو              | 89                   |
| 136                  | بن تورنر             | 19                   |
| 137                  | Cameron Wurf ‏        | لم يكمل السباق       |

| Lotto Dstny LTD | Lotto Dstny LTD   | Lotto Dstny LTD |
| --------------- | ----------------- | --------------- |
| م               | عداء              | مرتبة           |
| 141             | Cédric Beullens ‏  | 54              |
| 142             | جاسبر دي بويست    | 24              |
| 143             | Arjen Livyns ‏     | 93              |
| 144             | Alec Segaert ‏     | 53              |
| 145             | Lionel Taminiaux ‏ | 8               |
| 146             | برنت فان موير     | 73              |
| 147             | فكتور كامبنارتس   | 101             |

| Cofidis COF | Cofidis COF           | Cofidis COF    |
| ----------- | --------------------- | -------------- |
| م           | عداء                  | مرتبة          |
| 151         | Axel Zingle ‏          | 121            |
| 152         | بيت اليجارت           | لم يكمل السباق |
| 153         | Nicolas Debeaumarché ‏ | 97             |
| 154         | ايمي دي جندت          | 51             |
| 155         | ألكسيس غوجيراد        | لم يكمل السباق |
| 156         | Alexis Renard ‏        | لم يكمل السباق |
| 157         | Nolann Mahoudo ‏       | لم يكمل السباق |

| TotalEnergies TEN | TotalEnergies TEN  | TotalEnergies TEN |
| ----------------- | ------------------ | ----------------- |
| م                 | عداء               | مرتبة             |
| 161               | Lucas Boniface ‏    | 115               |
| 162               | توماس بونيت        | لم يكمل السباق    |
| 163               | Thomas Gachignard ‏ | 96                |
| 164               | Emilien Jeannière ‏ | 6                 |
| 165               | Jason Tesson ‏      | لم يكمل السباق    |
| 166               | أنتوني تورجيس      | 32                |
| 167               | دريس فان جيستل     | 18                |

| Team Jayco AlUla JAY | Team Jayco AlUla JAY | Team Jayco AlUla JAY |
| -------------------- | -------------------- | -------------------- |
| م                    | عداء                 | مرتبة                |
| 171                  | Luke Durbridge ‏      | 69                   |
| 172                  | اموند جروندل يانسن   | 100                  |
| 173                  | كريستوفر جول جينسين  | 99                   |
| 174                  | Blake Quick ‏         | لم يكمل السباق       |
| 175                  | كامبل ستيوارت        | 67                   |
| 176                  | ماكس والشيد          | 38                   |
| 177                  | لوسون كرادوك         | لم يكمل السباق       |

| Movistar Team MOV | Movistar Team MOV    | Movistar Team MOV |
| ----------------- | -------------------- | ----------------- |
| م                 | عداء                 | مرتبة             |
| 181               | إيفان غارسيا         | 11                |
| 182               | جون جاكوبس           | 33                |
| 183               | Oier Lazkano ‏ (طريق) | 3                 |
| 184               | Manlio Moro ‏         | لم يكمل السباق    |
| 185               | Mathias Norsgaard ‏   | 45                |
| 186               | غونزالو سيرانو       | 41                |
| 187               | ألبرت توريس          | لم يكمل السباق    |

| سبورت فلاندرين بالويس ‏ TFB | سبورت فلاندرين بالويس ‏ TFB | سبورت فلاندرين بالويس ‏ TFB |
| -------------------------- | -------------------------- | -------------------------- |
| م                          | عداء                       | مرتبة                      |
| 191                        | Kamiel Bonneu ‏             | لم يكمل السباق             |
| 192                        | Lars Craps ‏                | 80                         |
| 193                        | أليكس كولمان ‏              | لم يكمل السباق             |
| 195                        | Elias Maris ‏               | 113                        |
| 195                        | Jules Hesters ‏             | 68                         |
| 196                        | Dylan Vandenstorme ‏        | لم يكمل السباق             |
| 197                        | Victor Vercouillie ‏        | لم يكمل السباق             |

| Israel-Premier Tech IPT | Israel-Premier Tech IPT | Israel-Premier Tech IPT |
| ----------------------- | ----------------------- | ----------------------- |
| م                       | عداء                    | مرتبة                   |
| 201                     | ديلان تيونز             | 59                      |
| 202                     | Pier-André Côté ‏        | 25                      |
| 203                     | هوغو هوفستيتر           | 29                      |
| 204                     | كريستس نيولاندز         | 75                      |
| 205                     | Riley Pickrell ‏         | لم يكمل السباق          |
| 206                     | Riley Sheehan ‏          | 37                      |
| 207                     | Ethan Vernon ‏           | لم يكمل السباق          |

| أونو-إكس موبيليتي ‏ UXM | أونو-إكس موبيليتي ‏ UXM | أونو-إكس موبيليتي ‏ UXM |
| ---------------------- | ---------------------- | ---------------------- |
| م                      | عداء                   | مرتبة                  |
| 211                    | ألكسندر كريستوف        | 118                    |
| 212                    | جوناس إبراهمسين ‏       | 120                    |
| 213                    | Erik Resell ‏           | 119                    |
| 214                    | William Blume Levy ‏    | 70                     |
| 215                    | Søren Wærenskjold ‏     | 105                    |
| 216                    | Louis Bendixen ‏        | لم يكمل السباق         |
| 217                    | Stian Fredheim ‏        | لم يكمل السباق         |

| بنجوال باوليز ساوكس دبليو بي ‏ BWB | بنجوال باوليز ساوكس دبليو بي ‏ BWB | بنجوال باوليز ساوكس دبليو بي ‏ BWB |
| --------------------------------- | --------------------------------- | --------------------------------- |
| م                                 | عداء                              | مرتبة                             |
| 221                               | Louis Blouwe ‏                     | لم يكمل السباق                    |
| 222                               | Cériel Desal ‏                     | 35                                |
| 223                               | Davide Persico ‏                   | لم يكمل السباق                    |
| 224                               | Luca Van Boven ‏                   | 57                                |
| 225                               | Kenneth Van Rooy ‏                 | 30                                |
| 226                               | Jelle Vermoote ‏                   | لم يكمل السباق                    |
| 227                               | Jens Reynders ‏                    | 36                                |

| Q36.5 Pro Cycling Team ‏ Q36 | Q36.5 Pro Cycling Team ‏ Q36 | Q36.5 Pro Cycling Team ‏ Q36 |
| --------------------------- | --------------------------- | --------------------------- |
| م                           | عداء                        | مرتبة                       |
| 231                         | Tom Devriendt ‏              | 61                          |
| 232                         | توبياس لودفيجسون            | 42                          |
| 233                         | Nicolò Parisini ‏            | 28                          |
| 234                         | Szymon Sajnok ‏              | 34                          |
| 235                         | Jannik Steimle ‏             | 108                         |
| 236                         | روري تاونسند ‏               | 90                          |
| 237                         | Nickolas Zukowsky ‏ (طريق)   | 107                         |

| سويس ريسينغ أكادمي ‏ TUD | سويس ريسينغ أكادمي ‏ TUD | سويس ريسينغ أكادمي ‏ TUD |
| ----------------------- | ----------------------- | ----------------------- |
| م                       | عداء                    | مرتبة                   |
| 241                     | توم بولي                | لم يكمل السباق          |
| 242                     | Miká Heming ‏            | لم يكمل السباق          |
| 243                     | Robin Froidevaux ‏       | 87                      |
| 244                     | Petr Kelemen ‏           | لم يكمل السباق          |
| 245                     | ألكسندر كرايغر          | 106                     |
| 246                     | Marius Mayrhofer ‏       | 9                       |
| 247                     | ماتيو ترينتين           | 85                      |

## التصنيف العام النهائي
| التصنيف العام         | التصنيف العام      | التصنيف العام              | التصنيف العام | التصنيف العام |
| العداء                | العداء             | الفريق                     | الوقت         |               |
| --------------------- | ------------------ | -------------------------- | ------------- | ------------- |
| 1                     | فاوت فان آرت       | Team Visma \| Lease a Bike | 4 س 21 د 01 ث |               |
| 2                     | تيم فيلانز         | فريق الإمارات              | + 0 ث         |               |
| 3                     | Oier Lazkano ‏      | موفيستار                   | + 0 ث         |               |
| 4                     | كريستوف لابورت     | Team Visma \| Lease a Bike | + 1 د 23 ث    |               |
| 5                     | Nils Eekhoff ‏      | Team dsm-firmenich PostNL  | + 1 د 23 ث    |               |
| 6                     | Emilien Jeannière ‏ | TotalEnergies              | + 1 د 23 ث    |               |
| 7                     | Luke Lamperti ‏     | Soudal Quick-Step          | + 1 د 23 ث    |               |
| 8                     | Lionel Taminiaux ‏  | Lotto Dstny                | + 1 د 23 ث    |               |
| 9                     | Marius Mayrhofer ‏  | سويس ريسينغ أكادمي ‏        | + 1 د 23 ث    |               |
| 10                    | جاسبر ستوفين       | Lidl-Trek                  | + 1 د 23 ث    |               |
|                       |                    |                            |               |               |
| مصدر: ProCyclingStats |                    |                            |               |               |

## وصلات خارجية
- الموقع الرسمي
- لمحة عن سباق كرونا بروكسل 2024 على موقع  ProCyclingStats   (برو  سايكلنج  ستاتس) - إحصاءات  محترفي  الدراجات.
- كرونا بروكسل 2024 على موقع إحصائيات الدراجات الإحترافية (الإنجليزية)